# Atmosférická stanice Křešín
Atmosférická stanice Křešín je výšková stavba stožárového typu v Křešíně u Pacova vědeckého pracoviště Ústavu výzkumu globální změny Akademie věd České republiky – CzechGlobe. Nachází se v těsném sousedství meteorologické stanice v Košeticích. Byla zprovozněna 17. června 2013 a stala se nejvyšší nově zbudovanou stavbou od roku 1989, současně i nejvyšší stavbou postavenou pro vědecké účely. V nadmořské výšce 535 metrů dosahuje vlastní výšky kotveného stožáru 250 metrů.
Účelem stanice je monitorování změn koncentrací skleníkových plynů a dalších látek v atmosféře. Slouží jako Národní monitorovací bod výskytu a dálkového přenosu skleníkových plynů.